# 電車枠広告

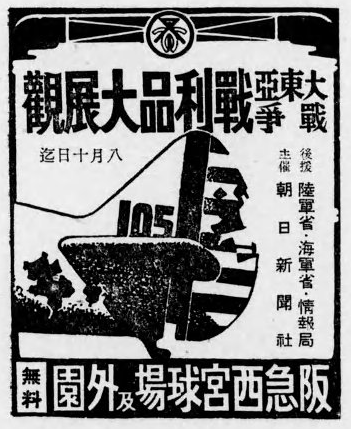
1940年代の電車枠広告例

電車枠広告（でんしゃわくこうこく）とは、鉄道事業者が主に自社および関連企業に関する告知を行う場合に用いる、掲示のスタイルの一種である。

## 概要
これは、告知する内容を車両の断面を模した枠線で囲ったもので、上部中央の前照灯に当たる箇所には社紋があしらわれていることが多い。
この広告スタイルは、阪急電鉄の前身である箕面有馬電気軌道が創案したもので、開業時の広告には既に原形が見られる（出典:吉川文夫『日本の私鉄 2』山と渓谷社）。そのためもあってか、同社の電車枠のデザインは以前はパンタグラフが描かれ、さらに戦前にはウインドシル/ヘッダーの輪郭まで入れるなど、かなり手の込んだものであった。
阪急が創始という事情のため、関西の私鉄に採用例が多い。逆に国鉄では採用されなかったため、JR各社でも用いられていない。阪急以外の各社はもともと簡略化されたものを用いる傾向が強かったが、近年、社紋なども省略してただの枠線しか残っていないケースも見受けられる。
なお、バス会社の場合には社紋をタイヤに見立てて四隅に社紋を描いた枠線を入れた、「バス枠広告」とでも呼ぶべきものを使用している会社（例：小田急バス）がある。